# Attractions de l'Oktoberfest

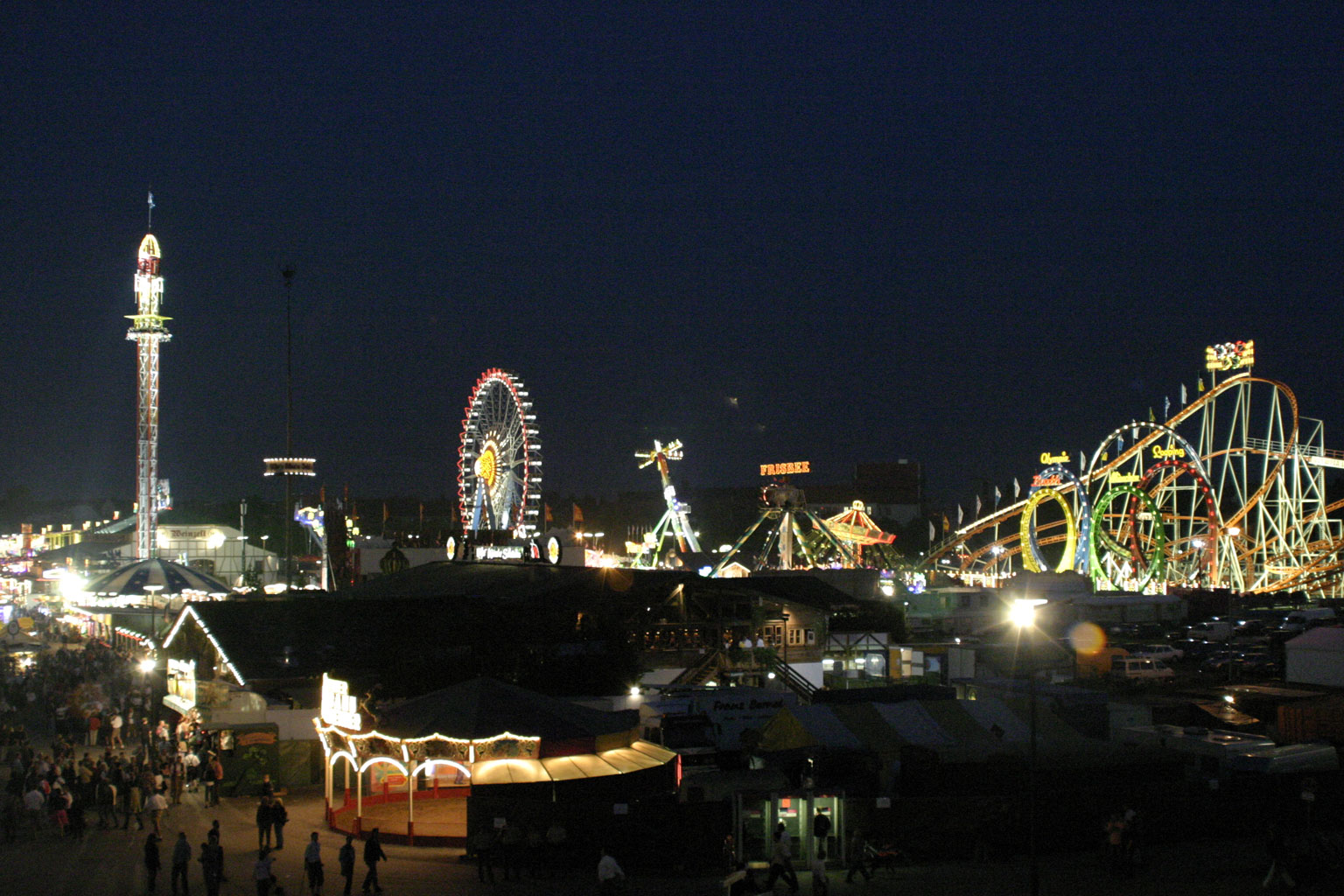
Vue d'ensemble de la fête de nuit

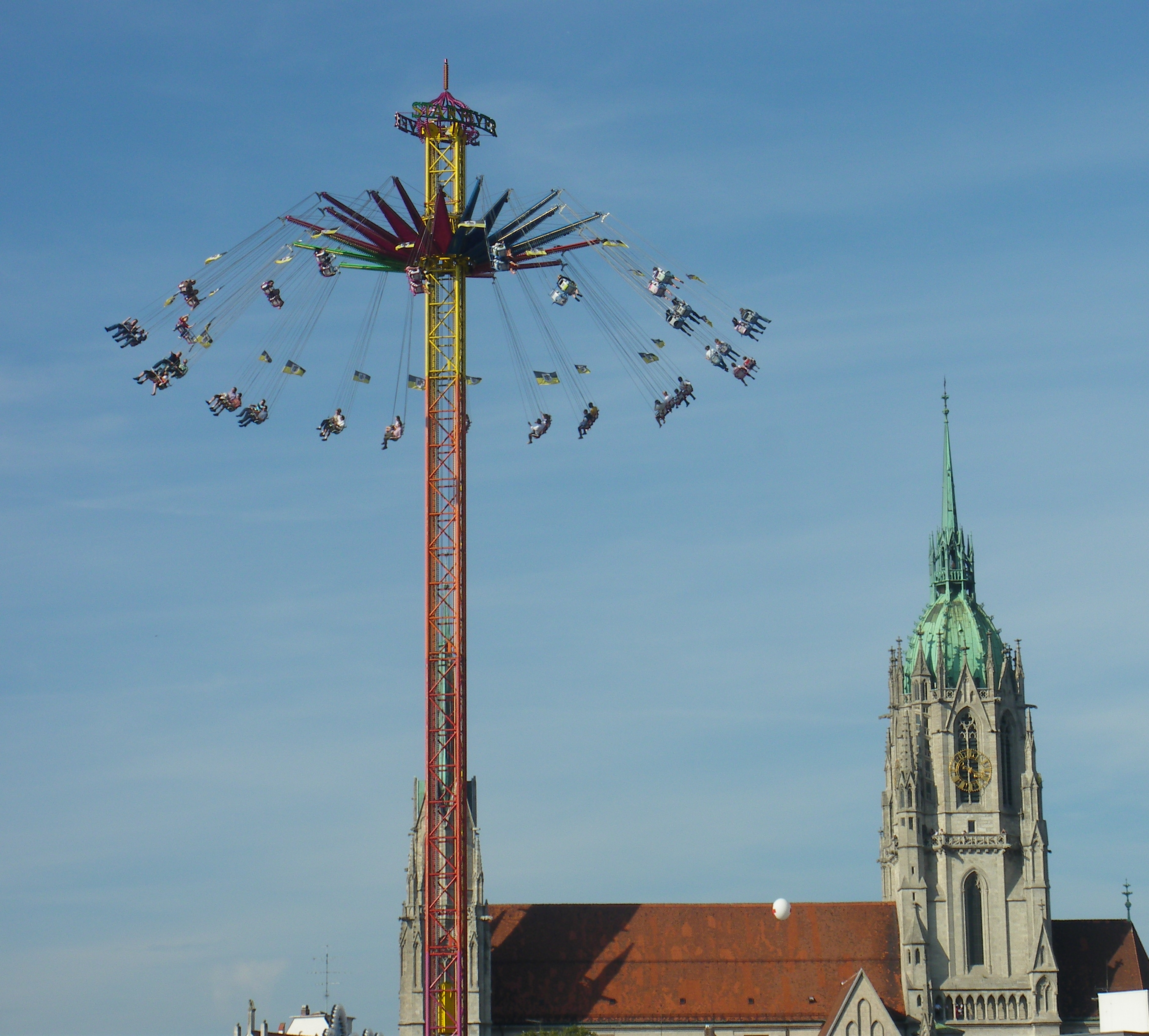
Le Star Flyer

L'Oktoberfest n'est pas qu'un lieu où on vient boire de la bière, pas moins de 200 attractions sont présentes et assurent le caractère familial de la fête. Beaucoup de familles de forains participent à la fête depuis plus d'un siècle,. On compte environ 270 forains, ils vivent le temps de l'Oktoberfest avec leurs familles sur la Wiesn, cela représente au total 1 200 personnes. Cet article n'a pas pour but de recenser toutes les attractions présentes sur la Theresienwiese depuis 200 ans, cela représenterait des milliers d'attractions ! Seules les attractions remarquables, par leur taille, longévité, histoire, leurs innovations à leur inauguration ou leur côté insolite sont référencées.

## Histoire

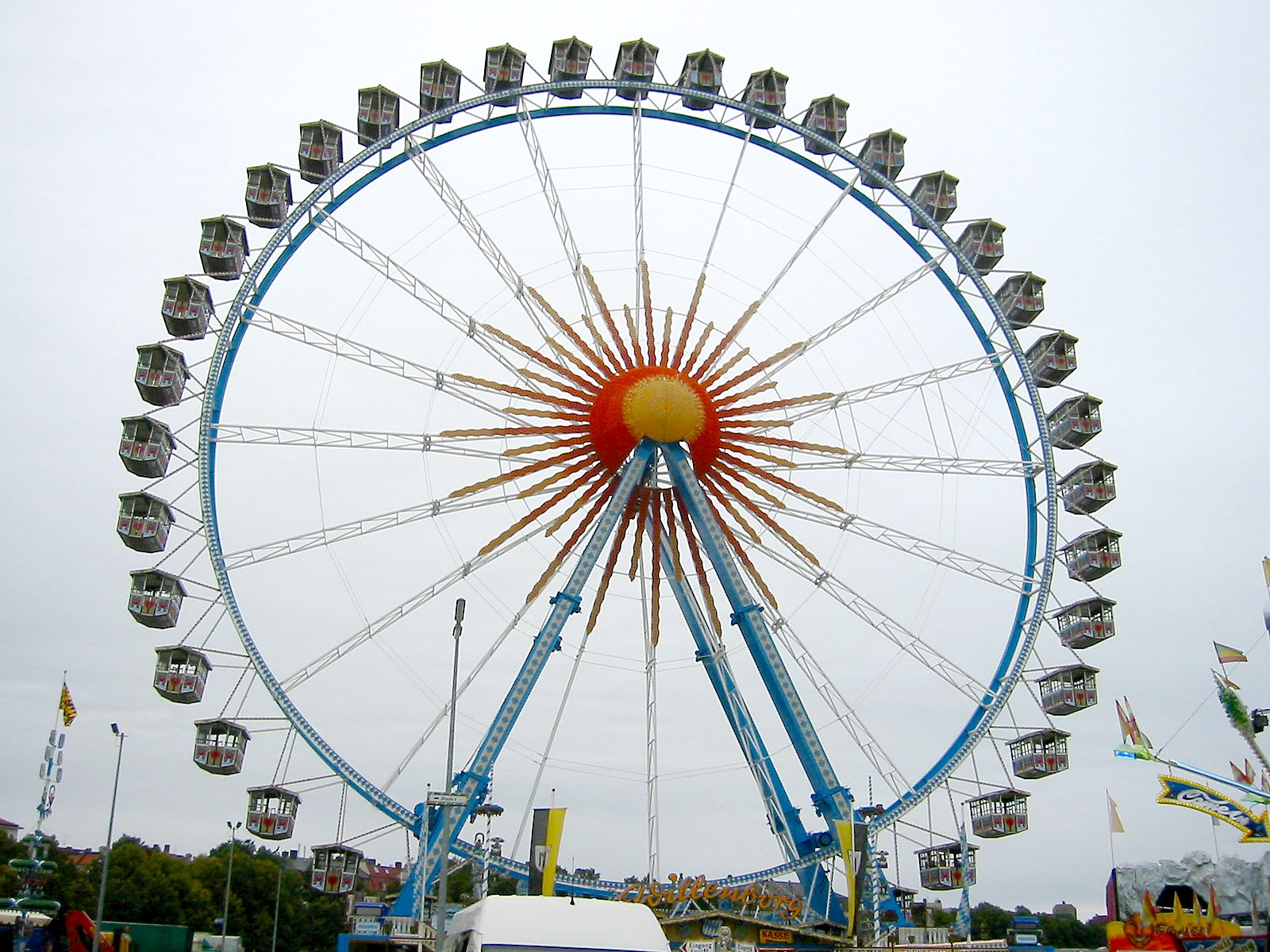
Grande roue

1818 voit l'apparition du premier carrousel appartenant à Joh. Hottensteiner,. Dès les premières éditions on trouve des jeux de quilles et autres jeux d'adresse en nombre sur la Wiesn. Les jeux de hasard (dé...) sont eux formellement interdit. Les caravanes de voyance sont également interdites. Les premiers forains ne sont pas professionnels.
Ce n'est qu'à partir de 1870 environ que la situation change: les forains deviennent professionnels et itinérant, cela étant facilité par l'unité allemande, et le nombre d'attractions augmente fortement sur la fête. Ainsi en 1857  seul un stand de tir, 2 troupes de comédiens, et une troupe de gymnaste est présente, en 1869 il y a 10 stands de tirs, 4 carrousels... au total 33 "attractions". La nature des attractions change aussi, les théâtres de rue et autre comédie se raréfie laissant la place aux attractions motorisées. Il est à noter que les forains ne doivent plus être de la région depuis 1900.
L'Oktoberfest à cause de son très grand nombre de visiteurs est un lieu privilégié pour tester de nouvelles attractions innovantes et ambitieuses. En effet seul un grand nombre d'entrée permet de rentabiliser de tels investissements. Les progrès techniques majeurs que sont l'électricité et l'usage de la vapeur permettent la construction de nouvelles attractions. La première attraction électrique apparaît en 1892. La fin du XIXe siècle voit aussi l'apparition des cinémas sur la Wiesn. En 1929, Carl Gabriel fonde la Vereinsreisender Schausteller (association des forains itinérants), pour protéger leurs intérêts.
Les premiers signes d'automatisme arrivent en 1963 avec des Auto-tamponneuse à jetons. En 1978, des restrictions sont imposés aux forains sur le plan du niveau sonore.

## Attractions actuelles

### Grande roue

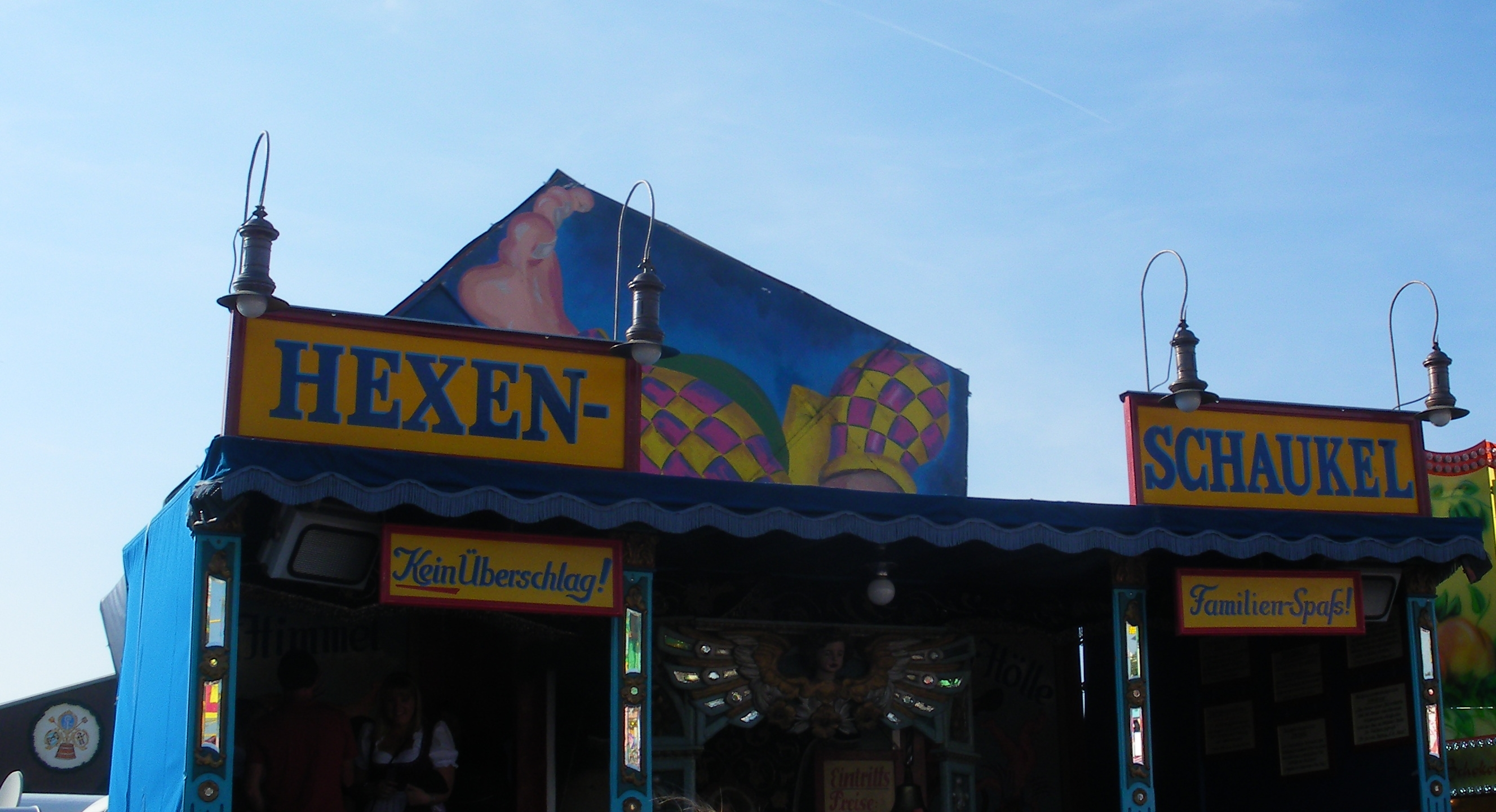
Hexenschaukel

La première grande roue sur l'Oktoberfest a été installée en 1880 et faisait 12 mètres de haut. Depuis 1979, la grande roue a une hauteur de 50 mètres et permet ainsi d'embrasser du regard l'ensemble de la Wiesn. Ce n'est pas la première grande roue, en 1960, une grande roue de 30 m de haut avait déjà été construite,. En 1976, une nouvelle grande roue  de 46 m de hauteur est construite.

### Hexenschaukel
Une attraction basée sur l'illusion est apparue dès 1894 sur l'Oktoberfest, elle appartient alors à Carl Gabriel. L'attraction étant particulièrement ancienne et demandant donc un grand soin, elle ne voyage plus de fête foraine en fête foraine mais reste à Munich où elle n'est sortie que pour l'Oktoberfest.

### Toboggan

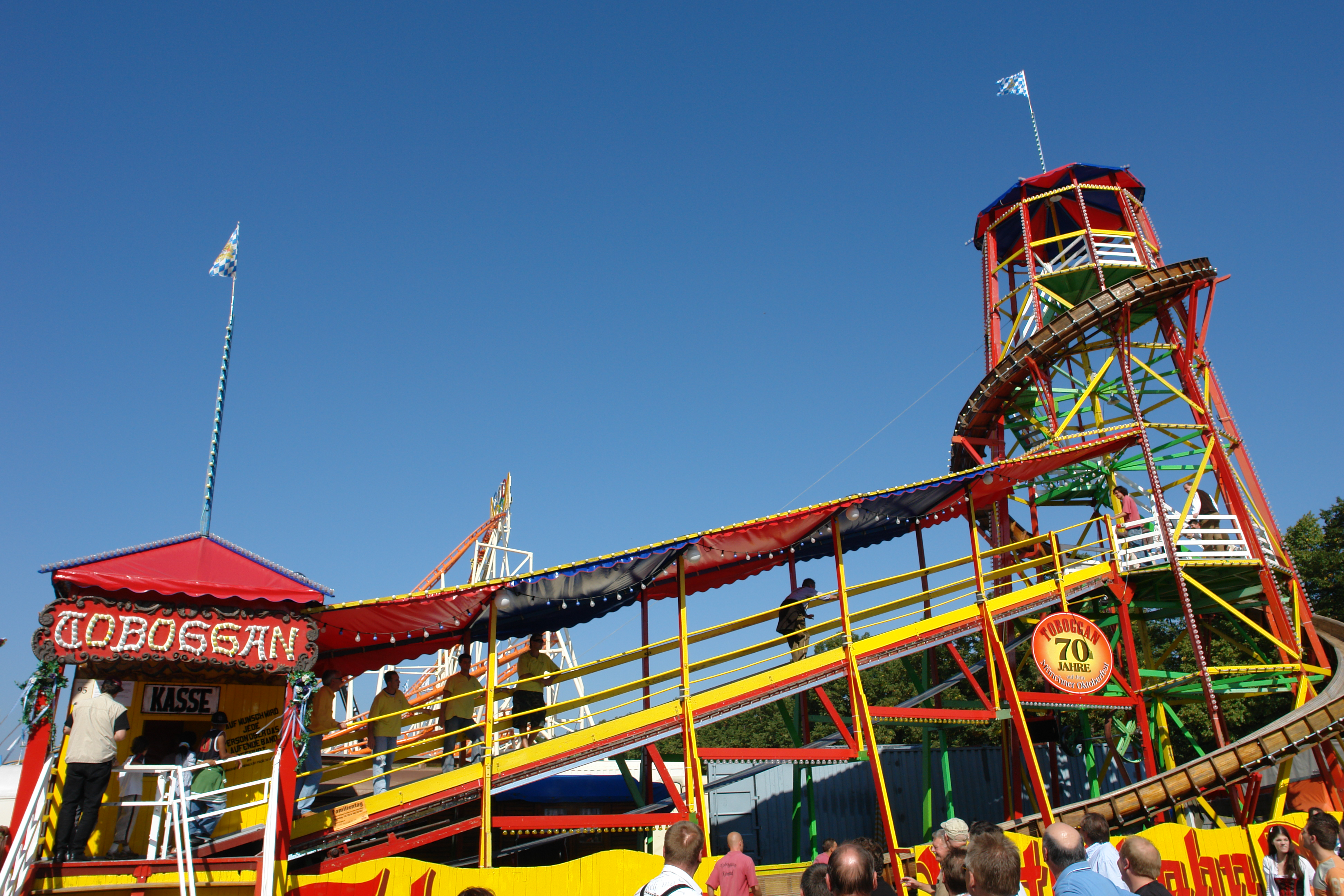
Toboggan

Un toboggan (le mot allemand est « Rutsche ») a été monté pour la première fois en 1907 par Franz Anton Bausch.  Il fait des émules et dès 1908, ils y en a trois toboggan sur l'Oktoberfest. En 1921, il y en a 12! L'attraction actuelle date de 1933. Depuis l'attraction a subi quelques modifications : le nombre de toboggans est passé de deux à un, la tour a été raccourcie, et le toboggan restant est devenu mobile. Il a un dénivelé de 8 mètres.

### Teufelsrad
Littéralement roue du diable, la « teufelsrad », installée en 2018, consiste en une roue en bois de 5 mètres de diamètre posée à l'horizontale, sur laquelle s'assoit le visiteur, et qui tourne de plus en plus vite. Le défi est de rester le plus longtemps dessus. Les gérants de l'attraction de leur côté essaient de faire tomber les visiteurs au moyen de lasso. Le spectacle est commenté de manière humoristique par un « Rekommandeur », ce qui rend le jeu particulièrement divertissant. Des combats de boxe en spectateur sont également parfois organisés sur ces roues.

### Schichtl

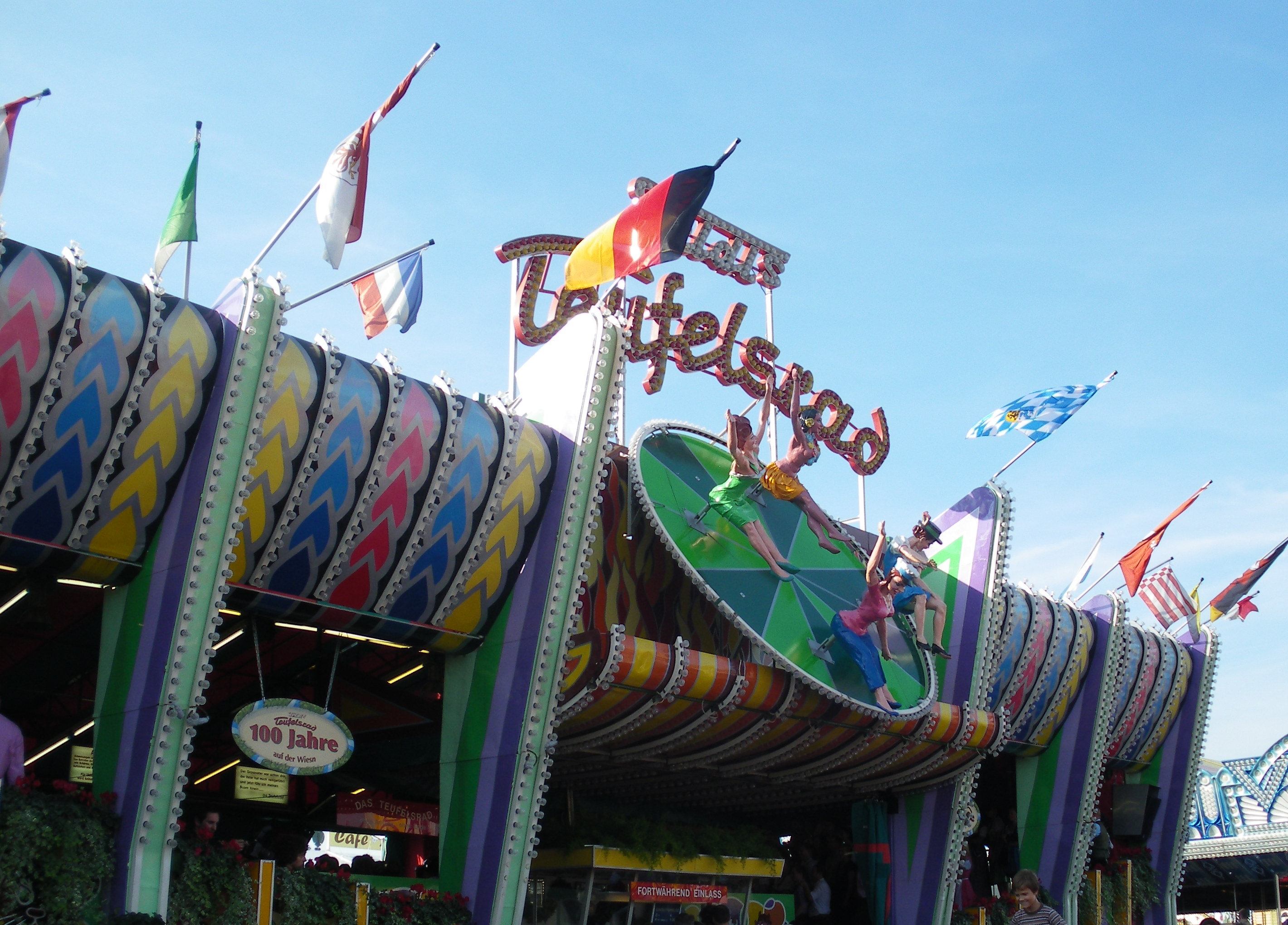
Teufelsrad

La Schichtl, nommé d'après son fondateur Michael August Schichtl, présente des curiosités et des spectacles de magie aux spectateurs depuis 1869. Le tour le plus connu est celui où une personne quelconque est décapitée à l'aide d'une guillotine. Il a été créé dans les années 1880. On estime à plus de 9 000 le nombre de spectateurs décapités par l'attraction,.

### Pitt's Todeswand
Le Pitt's Todeswand (mur de la mort de Pitt) est une attraction où des motos roulent sur les murs d'une enceinte cylindrique de 8 mètres de haut et de 12 mètres de diamètre. Les pilotes y effectuent des acrobatie afin d'impressionner le public. L'attraction date de 1934.

### Olympia Looping
Olympia Looping est un parcours de montagnes russes assises transportable construit par Anton Schwarzkopf et Werner Stengel en 1989. Il appartient à Rudolf Barth. Il est l'un des parcours de montagnes russes transportables les plus grands au monde et le seul à posséder 5 loopings verticaux.

### Maisons hantées

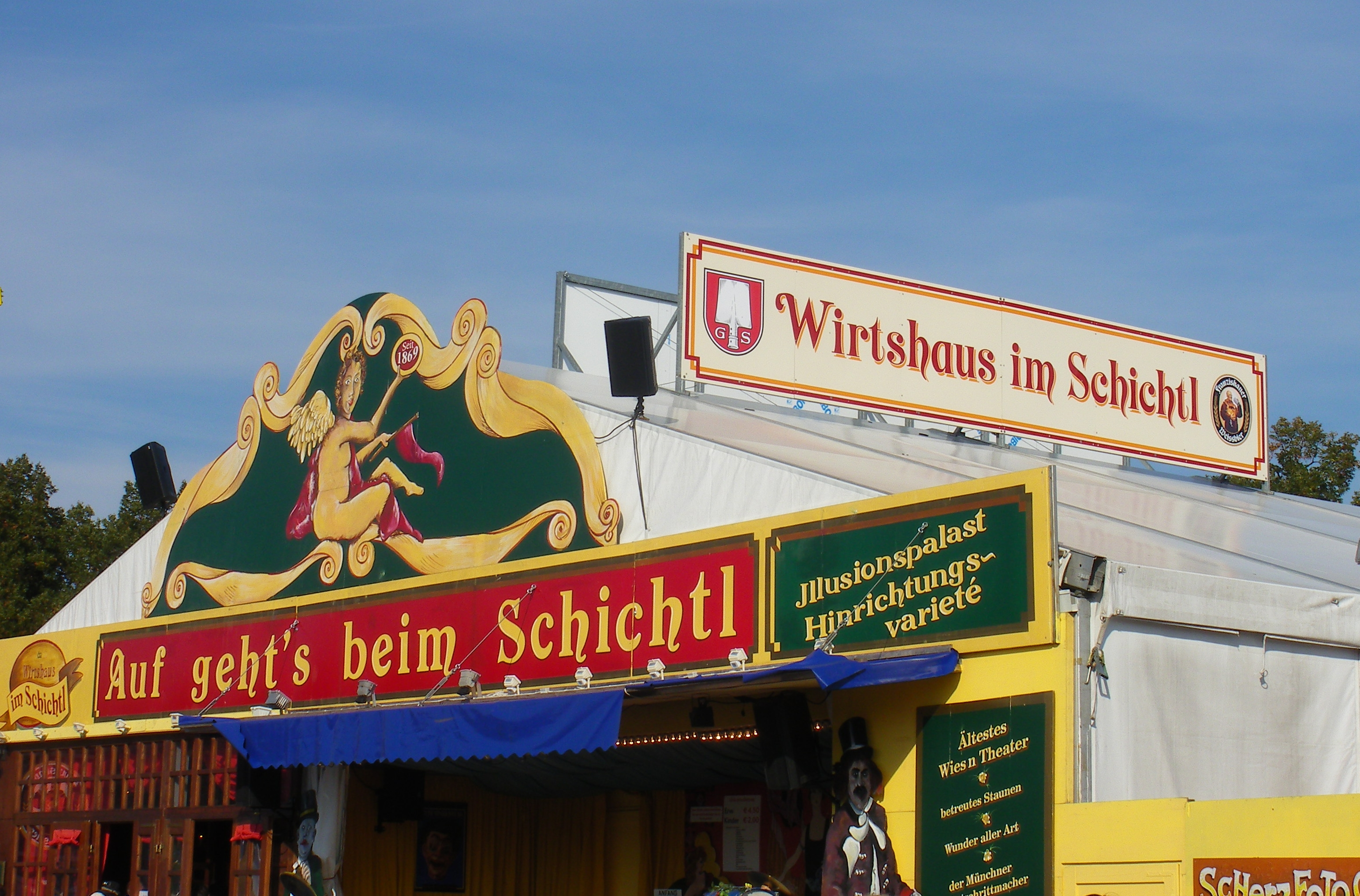
La Schlichtl

Les maisons hantées sont apparues en 1932 sur l'Oktoberfest. Puisque cette année-là pas moins de quatre ont ouvert.

### Chaises volantes
En 1925, Franz Xaver Heinrich construit un des plus grands manèges de chaises volantes de l'époque. Il fait en effet 12 mètres de haut. Elles étaient entraînées par un moteur électrique. Aujourd'hui plusieurs attractions de chaises volantes sont toujours présentes dont le star flyer où les chaises sont suspendues à 50 mètres du sol.

### Krinoline
Il s'agit d'un carrousel très populaire construite en 1924, mais installée seulement l'année suivante la fête n'ayant pas lieu cette année là pour cause d'inflation, et inspiré par la structure des robes de crinoline.

### Auto-tamponneuse
Les premières auto-tamponneuses ont été installées sur la Wiesn en 1929.

### Rotor
Le rotor est une centrifugeuse géante, par force centrifuge il devient possible de monter sur les murs. L'attraction existe depuis 1949.

### Bateau à bascule
Le premier bateau à bascule apparaît sur l'Oktoberfest en 1892.

## Attractions disparues

### Original amerikanische Figur 8 Bahn

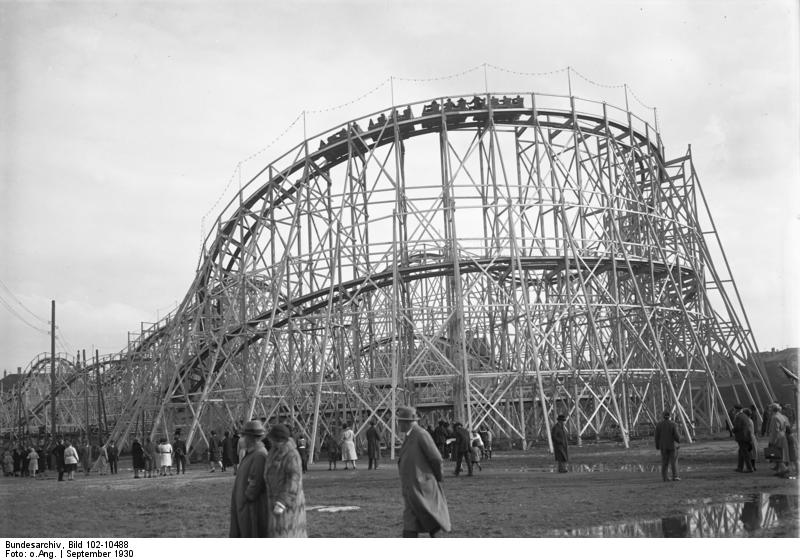
Le Original amerikanische Figur 8 Bahn

En 1909, Max Stehbeck ouvre le premier circuit de montagnes russes transportable d'Allemagne : le Original amerikanische Figur 8 Bahn. L'ingénieur l'ayant conçu est Erwin Vettel originaire de Sandusky dans l'Ohio. Une machine à vapeur à côté de l'attraction produit l'électricité nécessaire à l'éclairage et à la motorisation des montagnes russes en figure 8. 

### Humoristisches Velodrom
Le vélodrome humoristique était une attraction où les visiteurs pouvaient monter des vélos un peu particuliers : pédalage grâce au guidon, vélocipèdes, tandems, roues excentrées… tout était fait pour déconcerter le client. Il existait de 1901 à 1962.

### Wilde Katze

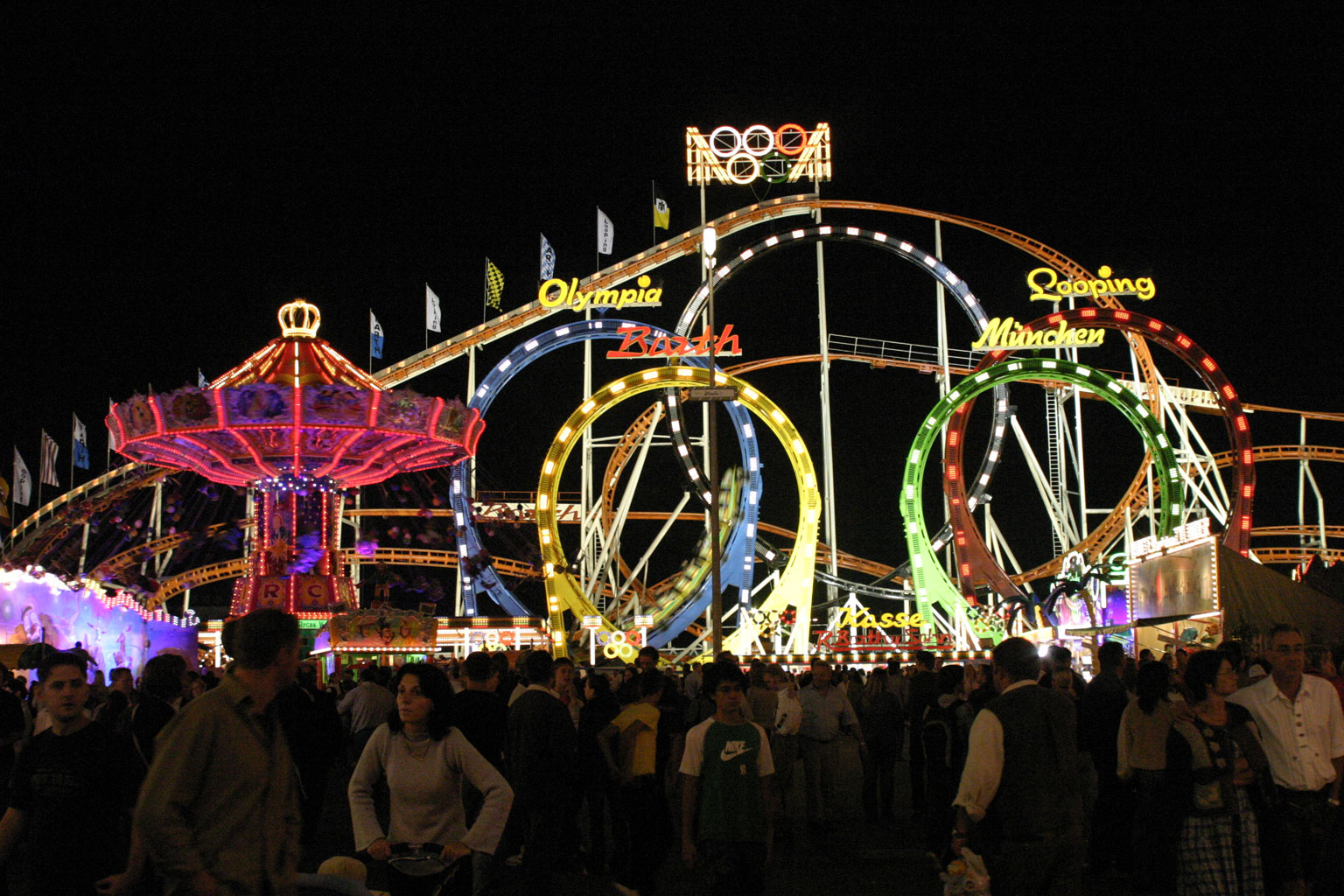
Olympia Looping de nuit

Wilde Katze de Josef Ruprecht est un circuit de montagnes russes en bois, qui avait la particularité de recouvrir une surface au sol de 130 m par 44, ce qui était beaucoup à l'époque. L'attraction fonctionnait dans les années 1930.

### Kitty
À l'image du Pitt's Todeswand où elle avait travaillé auparavant en 1835, Kitty Mathieu, née Kathe Müller, ouvre son propre mur de la mort pour moto en 1951. Elle y fait des démonstrations jusqu'en 1968, avant d'en assurer exclusivement la gestion jusqu'en 1987, la dernière année où l'attraction se trouvait sur l'Oktoberfest.

### Nubierkaravane et autres expositions d'humains
La Nubierkaravane est un exemple de Volkerschau (exposition d'humains) de l'Oktoberfest. Cette caravane exposait dès 1879 des africains aux munichois. D'autres attractions du même style suivent, pour la plupart montée par Carl Gabriel. On citera par exemple la caravane des bédouins en 1890, le Lippen-Negerinnen montraient des nigériennes portant un labret ou le Polarschau, montrant un village d'esquimaux, toutes deux dans les années 1930,,. La dernière exposition du genre a lieu en 1959, il s'agit du Hawai Dorf (village d'Hawaï).

### Steyrer Hans

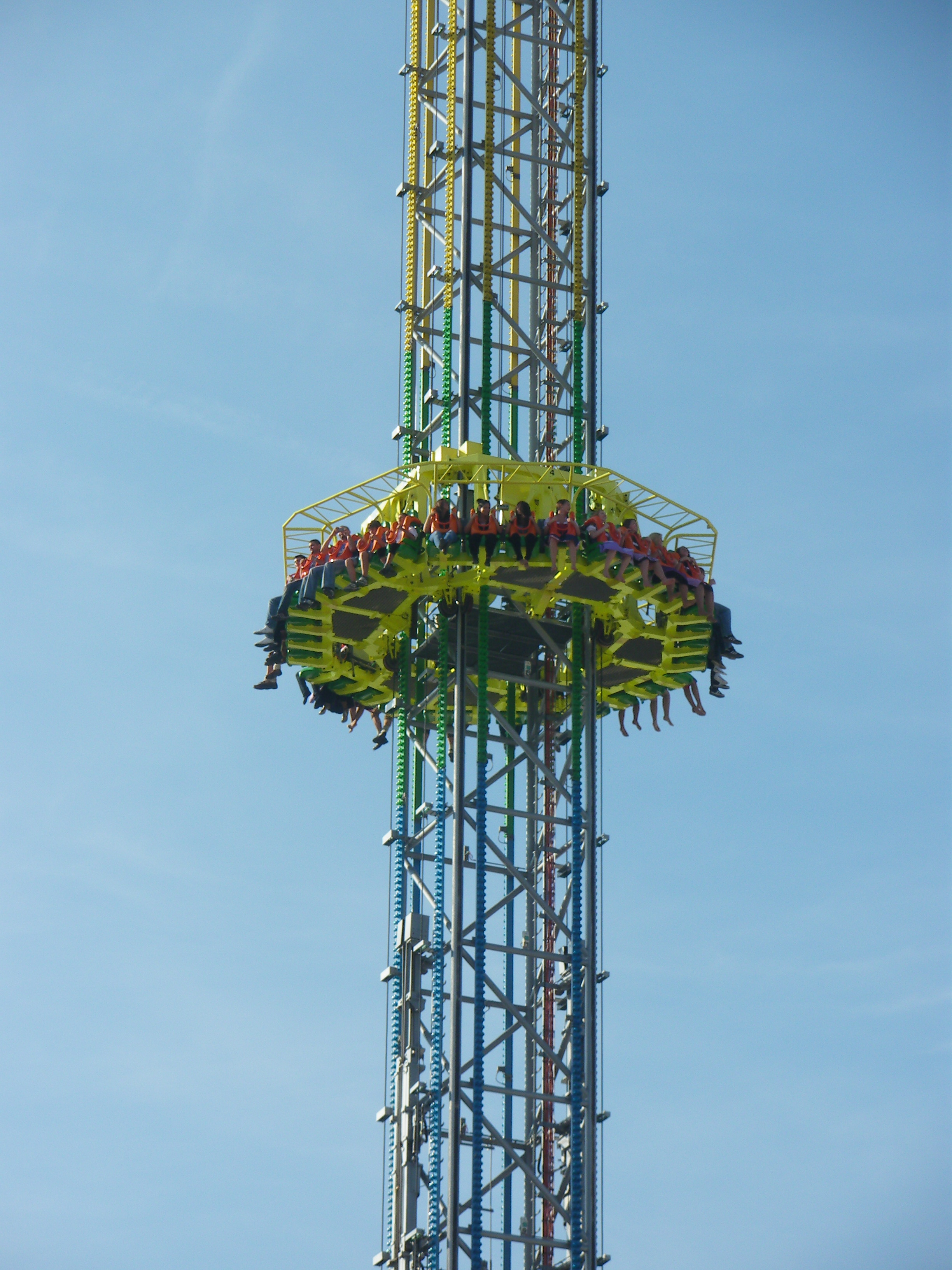
Power Tower 2

Steyrer Hans était un tavernier particulièrement célèbre sur l'Oktoberfest où il sert de 1879 à 1903. Il possède en effet une force hors norme, il aurait soulever 528 livres avec son majeur uniquement. Il faisait régulièrement des démonstrations en soulevant un tonneau de 40 litres avec 2 doigts et en le posant sur son comptoir. Il obtient ainsi la réputation d'être le hercule bavarois.

### Monstres
Des attractions exposés des monstres, des hommes anormaux. Ainsi en 1904, on peut voir des nains, des géants, et des personnes spécialements sur l'Oktoberfest. En 1933, les nazis interdisent ce genre de représentation, considérant que cela renvoyer une image dégradée de la race.

### Aus den Flüssen Florida
En 1929, Carl Gabriel fait encore l'événement en ouvrant une "attractions" où sont présentés pas moins de 1 000 alligators.

### Dauphins et Baleine
En 1969, un premier spectacle avec des dauphins dans un grand bassin est organisé sur l'Oktoberfest. Fort de ce succès, en 1971 c'est une tente de 4 500 places avec un grand bassin en son centre qui est mise en place. Dans le bassin, des dauphins et une baleine rapportée directement des États-Unis par avion. Toutefois, surement à cause de l'environnement différent, elle décède un jour après la fin de la fête. Les associations de protections des animaux demandent l'interdiction de telles expositions animales sur la Wiesn.

### Corrida Landaise
En 1968, un spectacle de corrida landaise est organisée sur l'Oktoberfest en partenariat avec la ville de Bordeaux. Toutefois les associations de défense des animaux comprennent mal le principe et croyant à des combats entre animaux envoient des centaines de lettres de plainte au maire de Munich.

### Alpenflug
L'Alpenflug est un parcours de montagnes russes ouvert en 1975. Il bat à l'époque le record de vitesse pour ce type d'attraction. L'attraction fait 60m*41m*23m.